# Arnold de Vitinghove
 (février 2021).
Si vous disposez d'ouvrages ou d'articles de référence ou si vous connaissez des sites web de qualité traitant du thème abordé ici, merci de compléter l'article en donnant les références utiles à sa vérifiabilité et en les liant à la section « Notes et références ».
Arnold de Vitinghove, ou selon l'orthographe moderne Vietinghoff, mort en 1364, est un chevalier teutonique maître de l'Ordre Teutonique en Livonie. Il descend d'une famille de la noblesse de Westphalie, les Vietinghoff du comté de La Marck qui possédait le château fort de Vittinghof, aujourd'hui en ruines près d'Essen.

## Biographie
Arnold de Vitinghove est commandeur de 1341 à 1346 de la nouvelle commanderie de Marienburg (aujourd'hui en Lettonie), puis en 1348, il est mentionné comme commandeur de Reval à l'époque du grand-maître Winrich de Kniprode. Il combat la même année contre le seigneur de Samogitie, Eginthen, qui selon la chronique voulait chasser les chrétiens et les Allemands de ses contrées. Un an plus tard un seigneur lituanien, Zywa, devient vassal de l'ordre.
En 1362, Arnold de Vitinghove entreprend plusieurs expéditions en Samogitie. Il conquiert le château fort de Kaunas où il obtient de nombreux prisonniers. Ce château est détruit par les forces coordonnées des différentes branches de l'ordre livonien et celles des chevaliers prussiens de l'ordre teutonique. Le grand-maître Kniprode et Vietinghove mènent le siège à partir du mois de mars 1362, jusqu'à ce qu'il tombe un mois plus tard. L'un des fils du grand-duc de Lituanie, Kiejstut, est fait prisonnier. C'était avec son frère Olgierd le principal opposant à l'expansion teutonique.
Le 10 juin 1362, une assemblée de maîtres de Livonie a lieu à Dorpat avec les évêques d'Ösel, de Reval et de Dorpat, ainsi que les abbés des principales abbayes, les prévôts et les chanoines de Riga, les chevaliers, les écuyers et les représentants de la bourgeoisie de toute la contrée. L'organisation du gouvernement et le règlement des rivalités doit s'y faire. Le maître de Livonie déclare que le Seigneur Jean, évêque de Dorpat, l'a diffamé, ainsi que l'ordre, auprès des rois, des princes et des villes de la mer (Baltique), qu'il n'a pas soutenu l'ordre dans son combat contre les Lituaniens et qu'il a pris avantage des affaires et des réserves de l'ordre. L'évêque de son côté proteste de son attitude de loyauté future à l'égard de l'ordre. En réalité, cela ne l'empêche pas plus tard d'émettre, à la suite du pape Urbain V, une déclaration contre le maître Arnold de Vitinghove et l'ordre teutonique.
Arnold de Vitinghove meurt le 11 juillet 1364 selon des circonstances obscures. Guillaume de Friemersheim devient alors son successeur comme maître de Livonie.